# Luciano Siqueira de Oliveira
Luciano Siqueira de Oliveira (nannte sich zum Beginn seiner Karriere Eriberto Conceição da Silva) (* 31. Dezember 1975 in Rio de Janeiro) ist ein ehemaliger brasilianischer Fußballspieler.
Er spielte auf der Position eines Flügelspielers.

## Karriere
Luciano war zwar ein guter Spieler, jedoch gelang es ihm aufgrund seines fortgeschrittenen Alters nicht, einen Profivertrag zu erhalten. 1996 entschloss er sich, eine neue Identität anzunehmen, um damit seiner Armut zu entfliehen. Fortan nannte er sich Eriberto Conceição da Silva und gab vor, vier Jahre jünger zu sein (sein neues Geburtsdatum lautete 21. Januar 1979). Er wurde von Palmeiras São Paulo engagiert, wo er bis 1998 blieb, ehe er zum FC Bologna wechselte. Nach zwei Spielzeiten bei Bologna wechselte Luciano zum damaligen Serie-B-Verein Chievo Verona. Hier gehörte er unter Luigi Delneri zum Chievo dei miracoli, dem der Aufstieg in die Serie A gelang. In der folgenden Saison bildete er zusammen mit seinem Teamkameraden Christian Manfredini eines der besten Flügelduos der gesamten Meisterschaft. Im Sommer 2002 gestand Luciano seinen Identitätswechsel ein, das Sportgericht sperrte ihn daraufhin für sechs Monate und verurteilte ihn zu einer Geldstrafe von 160.000 Euro. Nach seiner Sperre spielte Luciano weiterhin für Chievo (mit einem kurzen Abstecher zu Inter Mailand), wo er bis Sommer 2013 engagiert war.
Zur Saison 2013/14 wechselte Luciano zum Mantova FC in die vierthöchste Spielklasse Italiens, Lega Pro Seconda Divisione (ehemals Serie C), wo er 2013 seine aktive Laufbahn beendete.

## Erfolge
- Copa do Brasil: 1998 (Palmeiras)
- Meister der Serie B: 2007/08
- Teilnahme an der UEFA-Pokal 2006/07